# George Popescu
George Popescu (n. 5 martie 1964) este un fost deputat român în legislatura 1990-1992, ales în municipiul București pe listele partidului FSN. Pe data de 14 ianuarie 1992, George Popescu a ocupat locul deputatei Victoria Cosmin, care a demisionat. 